# Albert Decin
Albert Decin (* 5. Juni 1920 in Oekene; † 13. Juli 1993 in Kortrijk) war ein belgischer Radrennfahrer.

## Sportliche Laufbahn
Decin war im Straßenradsport aktiv. Von 1941 bis 1954 war er Unabhängiger und Berufsfahrer. 1945 gewann er den Gullegem Koerse, 1950 den Omloop Mandel. 1949 siegte er im Eintagesrennen Kuurne–Brüssel–Kuurne vor Valère Ollivier, 1950 war er in diesem Rennen Zweiter und 1951 Dritter geworden. Im Omloop van het Houtland 1948 kam er auf den zweiten Rang. Dazu kamen einige Siege in belgischen Kriterien und Rundstreckenrennen.

## Berufliches
Albert Decin gründete in den 1950er Jahren ein Busunternehmen in der Nähe von Kortrijk.